# Vrångsälven

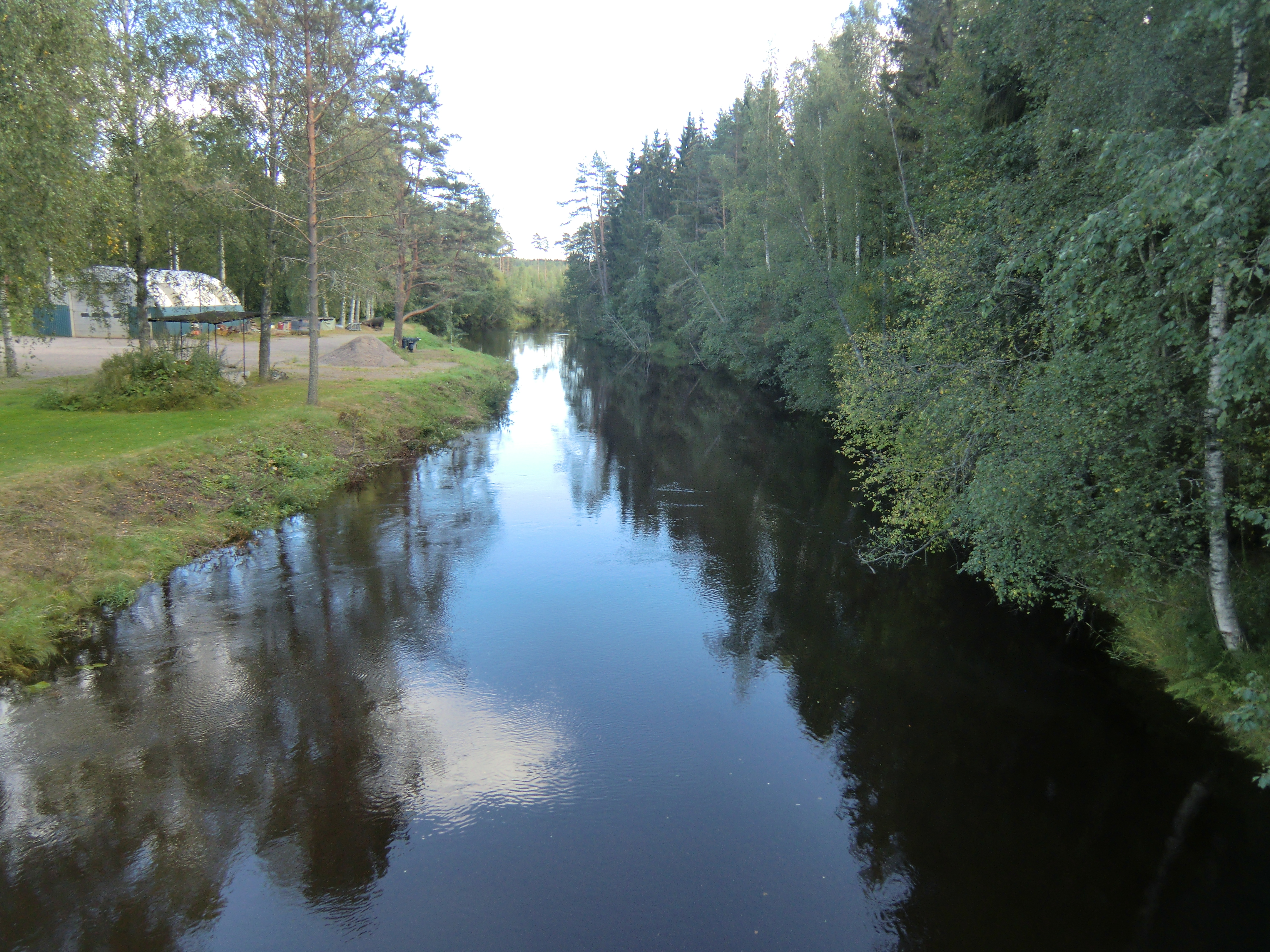
Vrångsälven uppströms sjön Hugn.

Vrångsälven (norska: Vrangselva) är en älv i Norge och Sverige som rinner från Lierfløyta i Kongsvinger kommun genom Eidskog kommun och vidare över gränsen in i Eda kommun i Sverige där den mynnar ut i sjön Hugn. Vrångsälven tillhör Byälvens avrinningsområde.
Eftersom vattenskiljet mellan Vingersjøen och Vrångsälven bara är någon meter högt, kan vatten vid högt vattenstånd i Glomma rinna via Vingersjøen och över i Vrångsälven. Detta fenomen kallas bifurkation. Det är möjligt att Glomma tidigare (före istiden) gått längs Vrångsälven istället för dess nuvarande väg västöver vid Kongsvinger.
Det berättas att ännu år 1226 kunde Knut Kristineson ta sig över mellan Vänern och Kongsvinger med en mindre flotta på denna vattenväg.